# 狐狸座NR
狐狸座NR是一颗位于狐狸座的红特超巨星，狐狸座NR属于慢不规则变星，并且是已知的最大恒星之一。